# Walter Raudaschl
Walter Raudaschl (Sankt Gilgen, 17 de noviembre de 1954) es un deportista austríaco que compitió en vela en la clase Soling. Es hermano del también regatista Hubert Raudaschl.
Ganó una medalla de bronce en el Campeonato Europeo de Soling de 1976.

## Palmarés internacional
| Campeonato Europeo | Campeonato Europeo | Campeonato Europeo | Campeonato Europeo |
| Año                | Lugar              | Medalla            | Clase              |
| ------------------ | ------------------ | ------------------ | ------------------ |
| 1976               | Ginebra (Suiza)    | Medalla de bronce  | Soling             |